# CEIP Guilleries
El CEIP Guilleries és una obra de Sant Hilari Sacalm (Selva) inclosa a l'Inventari del Patrimoni Arquitectònic de Catalunya.

## Edifici
Edifici aïllat, situat en un terreny alçat, dins al nucli urbà de Sant Hilari Sacalm, al carrer Sant Josep, número 12. L'edifici va ser projectat a partir de la formació del GATCPAC i tot seguint les normes pedagògiques i higènico-sanitàries donades en congressos. L'edifici, de tres plantes, està cobert per una teulada de teula àrab.
A la façana oest, hi ha un porta d'entrada, en arc de llinda, protegit per una mena de porxo semicircular, i amb els brancals de maons. Al costat esquerre de la porta hi ha una finestra semicircular. Als dos pisos, hi ha dues finestres rectangulars verticals, amb ampit, situades en el mateix eix d'obertura que la porta i la finestra circular. Un cos lleugerament elevat, a manera de torre, amb una finestra allargada en tota la seva altura a cada una de les dues façanes, separa aquesta façana-pel costat dret- de la façana sud -pel costat esquerre-, i esdevé un element destacat del conjunt.
A la façana sud, a la planta baixa veiem que hi ha un pati porxat, i als dos pisos, tres grans obertures apaïsades, amb dues finestres rectangulars verticals intercalades entre les tres finestres. Els murs són de maons, i estan arrebossats i pintats, si bé en les obertures el treball amb maons és visible.
Adossat a l'edifici, hi han cossos construïts posteriorment, per satisfer les necessitats del moment. Entorn l'edifici i cossos annexes, hi ha el pati de l'escola. Tot el conjunt està tancat.

## Història
El cos principal es construí entre el 1934 i el 1937 segons el projecte de l'arquitecte Ricard Giral Casadesús seguint els corrents del GATCPAC (Grup d'Arquitectes i Tècnics Catalans per al Progrés de l'Arquitectura Contemporània), fundat a Barcelona el 1930 i que pretenia promoure l'arquitectura i l'urbanisme d'avantguarda seguint els pressupostos racionalistes.
S'hi realitzaren reformes el 1956 i una ampliació el 1988.